# Восточный Памир

Топография Памира.

Центральный Памир, или Восточный Памир — нагорье в Таджикистане, окружённое хребтами высотой около 5500-7500 метров. Центр — озеро Каракуль, которое окружают хребты  Заалайский на севере,  Сарыкольский на востоке, Музкол на юге и Зулумарт на западе. Преобладает высокогорная пустыня, много небольших ледников на северных склонах, также встречаются крупные долинные ледники с перепадами высот до 2000 метров. Всего около 2100 ледников общей площадью 1375 км2.

## Рельеф
Восточный Памир — нагорье, расположенное на высоте 3500—4500 м. Для него характерны хребты с пологими склонами, поднимающимися  на 1—2 км над долинами и обширными бессточными котловинами, однако есть  хребты со значительными относительными высотами. Гребни гор не резки, долины широки, и в них протекают медленные  реки, а в котловинах лежат соленые озера.

## Климат
Для северо-востока характерен резко континентальный климат. Лето холодное и сухое. Средняя температура на высотах 3200-4200 метров летом колеблется около   11°С. Днём нередко температура поднимается до 25°С, однако ночью часто бывают заморозки. Для данной местности характерны высокие перепады температур - до 35°. Хребты, окружающие Восточный Памир задерживают тёплые и влажные воздушные массы из Атлантики, поэтому осадков выпадает очень мало — 60-100 мм в год.

## Хребты
Источник.
| Название               | Провинция / страна | Макс.высота (метров над уровнем моря) | Протяженность (км) | Площадь ледников (кв.км) |
| ---------------------- | ------------------ | ------------------------------------- | ------------------ | ------------------------ |
| хр.Северный Танымас    | Восточный Памир    | 6018                                  | 68                 | 200                      |
| хр.Сарыкольский        | Восточный Памир    | 6351                                  | 402                | 132                      |
| хр.Ваханский           | Восточный Памир    | 6281                                  | 186                | 96                       |
| хр.Северо-Аличурский   | Восточный Памир    | 5929                                  | 130                | 70                       |
| хр.Ашартский           | Восточный Памир    | 4734                                  | 57                 | 0                        |
| хр.Музтаг Сарыкольский | Восточный Памир    | 5821                                  | 44                 | 0                        |
| хр.Южно-Аличурский     | Восточный Памир    | 5706                                  | 150                | 0                        |
| хр.Музкол              | Восточный Памир    | 6233                                  | 110                | 250                      |